# Kinbergonuphis vermillionensis
Kinbergonuphis vermillionensis är en ringmaskart som först beskrevs av Fauchald 1968.  Kinbergonuphis vermillionensis ingår i släktet Kinbergonuphis och familjen Onuphidae. Inga underarter finns listade i Catalogue of Life.